# Modeste Carlier
Pour les articles homonymes, voir Carlier.
Modeste Carlier, né à Wasmuel (Belgique) le 13 octobre 1820 et mort à Ixelles le 15 août 1878, est un peintre belge, lauréat du prix de Rome belge de peinture en 1850. Vers 1870, il se spécialise dans la peinture de genre et les natures mortes.

## Biographie

### Origines
Né à Wasmuel, actuellement section de Quaregnon, dans le Borinage, le 13 octobre 1820, Modeste Carlier est le fils de Modeste Carlier (1783-1854), maître maçon, et de Marie Catherine Duez (1791-1872). D'un milieu humble, ses parents, mariés en 1813, ont sept enfants. Leur second fils Modeste n'a d'autre choix, à l'instar de la plupart des Borains à l'époque, que de travailler à la mine. En 1831, il est embauché comme sclauneur (rouleur de wagonnets) au charbonnage de Sans-Calotte à Quaregnon.

### Formation artistique
Son expérience professionnelle dans l'univers houiller le marque profondément. Il ne tarde pas à étonner ses compagnons de travail dont il réalise les portraits au fond de la mine. Le directeur du charbonnage, mis par hasard en présence de quelques croquis de Carlier, l'encourage à suivre les cours à l'Académie royale des beaux-arts de Mons. 
Mais c'est finalement à Paris que Modeste Carlier s'installe en mai 1836 chez son oncle maternel. Ce dernier l'initie au métier de peintre en équipages qui consiste à décorer les panneaux de luxueuses voitures, cabriolets, landaus et autres calèches. La routine lasse rapidement le jeune homme aux ambitions plus élevées. Vers 1840, il finit par persuader son oncle de le laisser fréquenter le soir les cours de l'École des beaux-arts de Paris et devient élève du peintre néo-classique français François Édouard Picot, auprès duquel il progresse rapidement,. Il vit dans la capitale des années difficiles dans la pauvreté et le dénuement. Son caractère quelque peu farouche l'empêche de solliciter de l'aide, mais il conserve malgré tout son indépendance grâce aux commandes des marchands d'art. Au musée du Louvre, il est persuadé que Rubens s'étudie mieux à Anvers.

### Une carrière entre Paris et Bruxelles
En 1850, Modeste Carlier revient en Belgique pour y obtenir, à Anvers, le premier prix de Rome belge en peinture. Le retour du lauréat à Quaregnon est triomphal. Après ce succès, Modeste Carlier s'embarque pour l'Italie où il réside pendant cinq ans. Il y est excessivement frappé de l'esprit à la fois sévère et grandiose de la campagne de Rome, mais jure sévèrement Giotto et, en général, cette époque qu'il considère comme stationnaire.
D'autres œuvres naîtront comme Locuste essayant les poisons sur un esclave, La Pologne, Les Anciens Belges…
En 1855, les autorités communales de Quaregnon désirant soutenir la carrière de l'artiste, revenu dans sa région natale, lui commandent une œuvre. Après beaucoup d'atermoiements, la toile Sainte-Barbe apparaissant aux mineurs après un coup de grisou est livrée à la commune de Quaregnon en décembre 1860.
Modeste Carlier retourne s'établir à Paris, où il épouse, le 9 juillet 1868 Euphrasie Eugénie Lallemant, couturière, originaire de Joinville-le-Pont. Le couple, habitant Quartier de la Chaussée-d'Antin, depuis 1860 environ, était déjà parent de deux enfants : Modeste (1860-1863) et Françoise (1865), devenue peintre sur porcelaine et professeur à Paris. Modeste Carlier fréquente à la Cour impériale française du Second Empire. Très apprécié par l'empereur Napoléon III, il reçoit d'importantes commandes mais qui ne se concrétiseront pas avec le début de la Guerre franco-allemande de 1870.
Modeste Carlier rentre alors définitivement à Bruxelles. Il abandonne la peinture historique au profit des paysages et des scènes de genre. 
En 1878, le gouvernement belge lui commande quatre tableaux pour le palais des Académies. Le peintre en réalise les esquisses au crayon et fusain, mais sa santé défaillante le contraint au repos. 
Le 15 août 1878, tandis que l'une de ses œuvres, son grand tableau d'histoire, Baudouin V de Mons distribuant des armes aux bourgeois de la ville figure à l'Exposition universelle de Paris, Modeste Carlier meurt, à l'âge de 57 ans d'une apoplexie en son domicile no 19, rue Van Aa à Ixelles,.

## Œuvres

### Style pictural
Fidèle à la tradition académique, Carlier n'est pas un coloriste de premier plan. Il pratique l'art monumental. 

### Sélection
- Bruyères des Ardennes, exposition de Bruges (1850) ;
- Sainte-Barbe apparaissant aux mineurs après un coup de grisou, à la maison communale de Quaregnon (1860) ;
- Baudouin V de Mons distribuant des armes aux bourgeois de la ville attaquée par le duc de Brabant et l'archevêque de Cologne, conservé dans la salle gothique de l'hôtel de ville de Mons (1869) ;
- Locuste essayant les poisons sur un esclave, Rome (1853), don de l'artiste conservé aux Musées royaux des Beaux-Arts de Belgique ;
- La Pologne, salon de Mons ;
- Les Anciens Belges ;
- Nature morte aux fruits  ;
- Nature morte aux roses et raisins ;
- Table abondante ;
- Après la chasse ;
- Les Cuivres ;
- La Lettre de présentation (1873).

## Hommages et distinctions
- Chevalier de l'ordre de Léopold (1870)[2].
- Une « Rue Modeste Carlier » perpétue sa mémoire à Quaregnon[8].

### Biographie
- Christine A. Dupont, Modèles italiens et traditions nationales: les artistes belges en Italie : 1830-1914, vol. 1, Belgisch Historisch Instituut te Rome, 2005, 682 p. (ISBN 9789074461542).